# Mark Condie
Mark L. Condie (ur. 12 lutego 1965) – szkocki szachista, mistrz międzynarodowy od 1965 roku.

## Kariera szachowa
Reprezentował Szkocję na mistrzostwach świata juniorów do 16 lat (1980) do 20 lat (trzykrotnie: 1982, 1983, 1984) oraz mistrzostwach Europy juniorów do 20 lat (dwukrotnie: 1981/82, 1982/83), największy sukces osiągając na przełomie 1982 i 1983 w Groningen, gdzie zdobył brązowy medal mistrzostw Europy juniorów do 20 lat. Był również uczestnikiem drużynowych mistrzostw świata juniorów do 26 lat (1981).
W latach 1985 (samodzielnie) i 1986 (wspólnie z Michaelem Adamsem, Stuartem Conquestem i Neilem McDonaldem) zwyciężył w mistrzostwach Wielkiej Brytanii juniorów do 21 lat. Wielokrotnie startował w finałach indywidualnych mistrzostw Szkocji, w latach 1985 (wspólnie z Roderickiem McKayem) oraz 1989 dwukrotnie zdobywając złote medale, a w 1987 r. – medal srebrny. Był również dwukrotnym (1982 oraz 1986 – na I szachownicy) reprezentantem kraju na szachowych olimpiadach. Startował także w finałach mistrzostwach Wielkiej Brytanii, w 1985 r. w Edynburgu dzieląc III m. (za Jonathanem Speelmanem i Anthony Milese, wspólnie z m.in. Murrayem Chandlerem, Ianem Rogersem i Julianem Hodgsonem).
Dwukrotnie (1984, 1987) startował w turniejach strefowych (eliminacjach mistrzostw świata). Odniósł kilka sukcesów w turniejach międzynarodowych, m.in. IV m. w Oxfordie (1984, za Gertem Ligterinkiem, Jonathanem Levittem i Kennethem Reganem), dz. II m. w Oakham (1986, za Robertem Kuczyńskim, wspólnie z Viswanathanem Anandem, Csabą Horváthem i Jamesem Howellem), dz. II m. w Poznaniu (za Walerijem Newerowem, wspólnie z Pavlem Blatnym i Stuartem Conquestem) oraz dz. II m. w Londynie (1995, za Russellem Dive’em).
Najwyższy ranking w karierze osiągnął 1 stycznia 1988 r., z wynikiem 2455 punktów zajmował wówczas 2. miejsce (za Paulem Motwanim) wśród szkockich szachistów. W 1996 r. zakończył szachową karierę.